# 鈴木康介
鈴木 康介（すずき こうすけ、1997年12月19日 - ）は、日本の俳優である。
愛知県出身。スターダストプロモーション第一事業部所属。

## 略歴
幼い頃に『ROOKIES』を見て「野球を始めたい」、『東京DOGS』を見て「警察官になりたい」などと思ったことをきっかけに、「少年たちに夢を与える職業ってすごい」と俳優に憧れを持つ。大阪の大学に在学中に友人のスタイリストに頼まれてモデルとして活動した後、俳優を目指し大学をやめて2018年4月に上京。同年7月に芸能事務所レプロエンタテインメントが主催する若手男性演劇ユニット「浅草軽演劇集団・ウズイチ」の第2回公演を観て「ここで演技、芝居の基礎を身に着けたい」との思いを抱き、8月より同事務所に所属して、9月に開催された同ユニット第3回公演『シャフ〜vol.3〜』のオーディションに合格して11月の同公演で初舞台に立ちデビューする。
2019年1月にはAbemaTVの恋愛リアリティ番組『白雪とオオカミくんには騙されない♥』への出演で注目を集める。同年11月には『赤ひげ2』でテレビドラマに初出演する。
2020年7月3日に公開された映画『クソみたいな映画』で映画初出演。
2023年2月17日から3月31日まで放送されたドラマシャワー『ジャックフロスト』で本田響矢とダブル主演を務め、テレビドラマ初主演。
2024年8月にレプロエンタテインメントを退所し、フリーで活動した。
2025年4月3日からスターダストプロモーションに所属した。

## 人物
趣味はファッション、映画鑑賞。
特技はサッカー、スケートボード。小学1年から高校3年までサッカー部に所属していた。
憧れの俳優は市原隼人。
俳優としての目標を「アカデミー賞を受賞すること」と、「自分の演技を見て夢を見つけてくれる」ような「夢を与えられる存在になりたい」としている。

## 出演

### 舞台
浅草軽演劇集団ウズイチ
- 第3回公演 シャフ〜vol.3〜（2018年11月27日 - 12月2日、浅草九劇） - イケガミ 役
- 第4回公演 シャフ〜えびす屋と浅草六芸神〜（2019年3月28日 - 4月7日、浅草九劇） - 主演 シンジ 役
- 第5回公演 シャフ〜浅草の秘宝〜（2019年8月29日 - 9月8日、浅草九劇） - ムサシ 役
- 第6回公演 ダンス・オブ・ウォーリアーin浅草（2020年3月2日 - 3月8日、浅草九劇）- レオ・メロディ 役

外部公演
- 朗読劇 白い紅旗（2019年12月7日、l'atelier by apc） - 主演 リス 役[10]
- ウィングレス（wingless）-翼を持たぬ天使-（2023年5月1日 - 21日、紀伊國屋サザンシアター TAKASHIMAYA / 5月27日・28日、梅田芸術劇場 シアター・ドラマシティ） - 芝隆太 役[11]

### 映画
- クソみたいな映画（2020年7月3日公開、吉本興業） - 薮内 役
- 正欲（2023年11月10日公開、ビターズ・エンド） - NPO法人の男性職員 役[12]
- 帰ってきた あぶない刑事（2024年5月24日公開、東映） - 剣崎未来彦 役[13]

### テレビドラマ
- 赤ひげ（NHK BSプレミアム） - 田山真一郎 役
  - 赤ひげ2（2019年11月1日 - 12月20日）[7][8]
  - 赤ひげ3（2020年10月23日 - 12月4日）
  - 赤ひげ4（2022年11月4日 - 12月23日）
- 38歳バツイチ独身女がマッチングアプリをやってみた結果日記 第1話・第2話（2020年11月19日・26日、テレビ東京） - 国立くん 役
- 恋する#イケカジ〜となりのオンネラくん〜（2021年4月3日 - ABCテレビ） - オンネラくん 役[14]
  - 暮らそう、オンネラと。（2022年4月1日 - ABCテレビ） - オンネラくん 役[15]
- ネメシス 第2話（2021年4月18日、日本テレビ） - 和馬 役
- ソロモンの偽証（2021年10月3日 - 11月21日、WOWOW） - 井口充 役
- 持続可能な恋ですか?〜父と娘の結婚行進曲〜（2022年4月19日 - 6月21日、TBSテレビ） - 青山健心 役[16]
- 彼女、お借りします（2022年7月3日 - 9月25日、ABCテレビ・テレビ朝日） - 栗林駿 役[17]
- 高良くんと天城くん（2022年8月19日 - 10月14日、MBSテレビ） - 香取 役[18]
- もしも、この気持ちを恋と呼ぶなら…。（2022年9月24日、ABCテレビ） - 副島智輝 役[19]
- アカイリンゴ（2023年1月23日 - 3月27日、ABCテレビ 他） - 志場番太 役[20]
- ジャックフロスト（2023年2月17日 - 3月31日、MBSテレビ） - 主演・池上郁哉 役（本田響矢とW主演）[9]
- 彼女たちの犯罪（2023年7月20日 - 9月22日、読売テレビ・日本テレビ） - 脇谷翔太 役[21]
- セレブ男子は手に負えません（2024年1月21日 - 3月24日、ABCテレビ） - 西園寺シオン 役[22]
- マイダイアリー 第1話（2024年10月20日、ABCテレビ・テレビ朝日系） - 佐藤廉 役[23]
- うちの会社の小さい先輩の話（2025年1月15日 - 、BS松竹東急） - 秋那千尋 役[24]
- 年下童貞くんに翻弄されてます（2025年4月25日 - 6月13日、MBSテレビ） - 白幡優斗 役[25]

### 配信ドラマ
- 君に届け（2023年3月30日、Netflix） - 城ノ内宗一 役[26]
- 十角館の殺人（2024年3月22日、Hulu） - ポウ 役[27][28]

### CM
- 花王 サクセス シャンプー&コンディショナー 熱帯雨林篇（2020年 - ）
- レキットベンキーザー・ジャパン ヴィートメン バスタイム除毛クリーム しっかり除毛（2024年） - ブランドイメージキャラクター[29]

### テレビ番組
- 趣味どきっ!花と暮らす（2019年12月11日、2020年1月8日、NHK Eテレ）[30]
- ゴッドタン 第8回 私の落とし方発表会（2020年12月13日、テレビ東京）[31]

### 配信番組
- 白雪とオオカミくんには騙されない♥（2019年1月13日 - 3月31日、AbemaTV）[3][4][6]

### ミュージックビデオ
- BoA 「スキだよ -MY LOVE-」（2019年3月19日）[32]
- MINT mate box「hanabi」（2019年3月22日）[33]
- フレデリック「VISION」（2019年9月26日）
- マシュー・ロー「Portable Sunshine」(2020年2月26日)
- chelmico「milk」（2020年8月12日）
- 有華「ピーターパンシンドローム」（2021年1月14日）
- Vaundy「benefits」（2021年6月12日）
- 三阪咲「キミに会いたくなるんだよ」（2021年8月31）
- He & She「ポケット（He said）」（2021年12月10日）
- HY「スイッチ」（2022年10月28日）

### ラジオ
- LOGOS presents CAMP RADIO（2023年4月 - 2025年3月、ラジオNIKKEI第1）